# Şehzade Ahmet
Şehzade Ahmet (en arabe : شہزادہ احمد), né en 1465 à Amasya et mort le 24 avril 1513 à Bursa, il était le fils du sultan Bayézid II, sultan ottoman et de son épouse Bülbül Hatun. (s’est battu pour obtenir le trône de l’Empire ottoman en 1512-1513).

## Biographie

### Contexte
Ahmet était le fils vivant le plus âgé de Bayézid II, le 8e sultan de l’Empire ottoman et sa mère était Bülbül Hatun. Dans la tradition ottomane, tous les princes (turc: şehzade) ont été tenus de servir en tant que gouverneurs provinciaux (Sandjak) en Anatolie (partie asiatique de la Turquie moderne) dans le cadre de leur formation. Ahmet était le gouverneur d’Amasya, une importante ville anatolienne. Bien que le statut n’était pas officiel, il était généralement considéré comme le prince héritier au cours des dernières années du règne de son père, en partie en raison du soutien du grand vizir, Hadim Ali Pacha.

### Frères et sœurs
Ahmet avait deux frères vivants. Des deux, Korkut gouvernait à Antalya et Selim (futur sultan Selim Ier) à Trébizonde. La coutume dictait que celui qui arrivait pour la première fois à Constantinople après la mort du sultan précédent avait le droit d’accéder au trône (bien que les désaccords sur qui était arrivé le premier très souvent conduit à des guerres civiles entre les frères, le plus en évidence affiché dans l’Interrègne ottoman), de sorte que les distances des sandjaks à Constantinople plus ou moins déterminé la succession et généralement celui que le sultan précédent favorisé le plus comme son successeur. À cet égard, Ahmet a été le plus chanceux parce que son sandjak était le plus proche de Constantinople.
Bien que le fils de Selim, Süleyman, ait été affecté à Bolu, un petit sandjak plus proche de Constantinople, sur l’objection d’Ahmet, il a été transféré à Kaffa en Crimée. Selim y voyait une manifestation officieuse de soutien à son frère aîné et demanda un gouverneur à Roumélie (la partie européenne de l’empire). Bien qu’il ait d’abord été refusé au motif que les sandjaks de Roumélie n’aient pas été offerts aux princes, avec le soutien du vassal de Crimée khan Mengli Ier Giray (qui était son beau-père), il a pu recevoir le sandjak de Semendire (Smederevo moderne en Serbie), bien qu’il ait été techniquement à Roumélie, était tout à fait loin de Constantinople néanmoins. Par conséquent, Selim a choisi de rester près de constantinople au lieu d’aller à son nouveau sandjak. Son père Bayézid pensait que cet insurrection de désobéissance; il vainquit les forces de Selim au combat en août 1511 et Selim s’échappa en Crimée.

### Rébellion de Şahkulu
Alors que Bayézid se battait contre Selim, Ahmet a été chargé de réprimer la rébellion de Şahkulu en Anatolie. Cependant, au lieu de se battre, Ahmet a essayé de gagner sur les soldats à sa cause pour gagner le trône ottoman et a quitté le champ de bataille. Son attitude a causé un malaise parmi les soldats; Plus important encore, son principal soutien, Hadim Ali Pacha, a perdu la vie pendant la rébellion.

### Capture de Konya
Apprenant la défaite de Selim par son père, Ahmet se déclara comme le sultan d’Anatolie et commença à se battre contre l’un de ses neveux (dont le père était déjà mort). Il a capturé Konya et bien que son père Bayézid lui a demandé de retourner à son sandjak, il a insisté sur la décision à Konya. Il a également tenté de s’emparer de la capitale; mais il échoua parce que les soldats bloquèrent son chemin, déclarant leur préférence pour un sultan plus capable. Selim est ensuite revenu de Crimée, a forcé Bayézid à abdiquer le trône en sa faveur et a été couronné comme Selim Ier,.

### Bataille conte Selim
Ahmet a continué à contrôler une partie de l’Anatolie dans les premiers mois du règne de Selim. Enfin, les forces de ce dernier et Ahmet ont combattu près de Yenişehir, Bursa le 24 avril 1513. Les forces d’Ahmet furent vaincues; il a été arrêté et exécuté peu de temps après.

### Şehzade Ahmet dans la culture populaire
Şehzade Ahmet est l’antagoniste principal dans le jeu vidéo Assassin's Creed Revelations et a été dépeint comme le méchant que le protagoniste Ezio Auditore da Firenze voulait tuer. Après une longue course-poursuite, Ezio et Ahmet tombent sur un cimentier inconnu, où Selim les rencontres, étranglé Ahmet, puis le jette d’une falaise à sa mort.

### Famille

#### Consorts
Ahmed avait deux épouses :
- Sittişah Hatun[4],[5]
- Gülçiçek Hatun[6],[7]

#### Fils
- Şehzade Murad (mort de causes naturelles, vers 1519, Ardabil, enterré près de Cheikh Safi al-Din Ardabili), gouverneur de Bolu, marié et eut deux fils et une fille.
  - Şehzade Mustafa (tué par Selim Ier, 14 mai 1513, Amasya)[8],[9].
  - Şehzade Mehmed (tué par Selim Ier, septembre-octobre 1512, Amasya)[8],[9].
  - Asitanşah Sultan[10].
- Şehzade Süleyman (mort de la peste, 24 avril 1513, Le Caire, enterré à la mosquée du sultan Havşi), gouverneur de Koca et Çorum 1509 – 1513[8], marié et a eu deux filles.
- Şehzade Alaeddin Ali (mort de la peste, 14 mai 1513, Le Caire, enterré dans la mosquée du sultan Havşi), gouverneur de Bolu 1509 – 1513, a épousé la fille de sa tante Aynışah Hatun et d'Ahmed Mirza et a eu une fille.
  - Hvandi Sultan, marié à Sunullah Bey, gouverneur de Kastamonu[11].
- Şehzade Osman (tué par Selim Ier, 14 avril 1513, Amasya[8],[9], enterré dans la mosquée Sultan Bayezid), gouverneur d’Osmancık 1509 – 1513.
  - Şehzade Kasım (vers 1501 – tué par Selim Ier, 30 janvier 1518, Le Caire, enterré dans la mosquée sultan de Havşi).

#### Filles
- Kamerşah Sultan, marié en 1508 à Damad Mustafa Bey, gouverneur de Midilli et fils d’Iskender Pacha[12],[13].
- Fatma Sultan, mariée en 1508 à Damad Mehmed Bey, Ser-ulufeciyan (chef du corps de cavalerie des janissaire) et fils de Damad Koca Davud Pacha.
- Fahrihan Sultan, mariée, en 1508 à Damad Suleiman Bey, Silahdar (gardien de l’épée).
- Une fille anonyme, mariée à Damad Ahmed Bey[10].